# Gärten der Welt
Die Parkanlage Gärten der Welt (1991–2017: Erholungspark Marzahn) liegt am nördlichen Fuß des Kienbergs im Berliner Ortsteil Marzahn des Bezirks Marzahn-Hellersdorf. Der Park wurde am 9. Mai 1987 anlässlich der 750-Jahr-Feier Berlins nach Plänen des damaligen Stadtgartendirektors in Ost-Berlin, Gottfried Funeck, als Berliner Gartenschau und Geschenk der Gärtner an die „Hauptstadt der DDR“ eröffnet. Er umfasste rund 21 Hektar und bildete ein Gegenstück zum Britzer Garten, der 1985 zur BUGA in West-Berlin eingeweiht worden war.
Zusammen mit den angrenzenden Erholungsflächen des Kienbergs und dem östlich anschließenden Wuhletal ergibt sich eine Gesamtfläche von über 100 Hektar. Betrieben wird der Park von der Grün Berlin GmbH, einer Gesellschaft des Landes Berlin, die auch weitere Gärten und Parks betreibt. Der Park kann nur gegen Eintrittsgeld besucht werden.

## Geschichte
Ursprünglich sollte im Diplomatenviertel südlich des Tiergartens im Rahmen der Bundesgartenschau 1995 ein Chinesischer Garten, ein Japanischer Garten, ein Türkischer Garten und ein Renaissancegarten entstehen, aber mit der politischen Wende in der DDR im Jahr 1989 wurden diese Planungen wieder aufgegeben. Zwischen 1985 und 1987 wurde am Fuß des Kienbergs im Stadtbezirk Marzahn ein 21 Hektar großer Park für die Berliner Gartenschau (BEGA) gebaut. Bereits 1977 begannen die Grünplanungen: Es sollte eine 200 Hektar große Parklandschaft mit Schwimmbad, Gaststätte, Sport- und Freizeiteinrichtungen sowie Kleingärten sollte entstehen, aber die konkreten Planungen begannen erst 1985. Nach zweijähriger Bauzeit wurde die Gartenschau anlässlich der 750-Jahr-Feier Berlins am 9. Mai 1987 eröffnet.
Von 9. Mai bis zum Herbst 1987 wurde die Berliner Gartenschau veranstaltet. Für diese Berliner Gartenschau 1987 wurden weitläufige Wiesen, großzügig geschwungene Wege und zahlreiche Themengärten sowie andere Attraktionen angelegt. Außerdem gab es noch einen Rhododendronhain, den Sprudel- und Quellgarten, den Karl-Foerster-Staudengarten, das Blumentheater, eine Findlingsgalerie, einen Kräutergarten, fünf (thematische) Kleingärten, einen Streichelzoo, Märchenfiguren des Berliner Bildhauers Gorch Wenske, zwei Bogenbinder-Membranhallen, ein Bierzelt und eine Blumenhalle, die wöchentlich andere Hallenschauen zeigte. Die Tanzenden Fontänen, ein halbstündlich stattfindendes Wasserspiel mit Musik und farbigen Unterwasserscheinwerfern, ergänzte die Attraktionen. Nach der Gartenschau im Herbst 1987 wurde der Park durch das im Magistrat von Berlin angesiedelte Stadtgartenamt weiterbetrieben. Ab dem Jahr 1988 übernahm das Kombinat Stadtwirtschaft mit seiner Direktion Stadtgrün die Pflege des Parkgeländes. Nach der Wiedervereinigung der Stadt Berlin wurde im September 1991 die Verwaltung und Pflege des Parks auf die Britzer Garten GmbH übertragen, die zur Grün Berlin GmbH gewandelt wurde. Anfang der 1990er Jahre wurde der Park in Erholungspark Marzahn umbenannt, es entstanden große Spiel- und Liegewiesen sowie neue Spielplätze, und weitere Bäume wurden gepflanzt.
Am Ende der 1990er Jahre entstand das Projekt Gärten der Welt.
- Im Oktober 2000 wurde der Chinesische Garten (Garten des wiedergewonnenen Mondes) und im
- Mai 2003 der Japanische Garten (Garten des zusammenfließenden Wassers) eröffnet.
- Im Dezember 2003 kam der Balinesische Garten (Garten der drei Harmonien) und im
- Juli 2005 der Orientalische Garten (Garten der vier Ströme) hinzu.
- Ein Jahr später im April 2006 eröffnete der Koreanische Garten (Seouler Garten) und im
- Juni 2007 Irrgarten und Labyrinth.
- Anfang März 2008 wurde der neugestaltete Karl-Foerster-Staudengarten wiedereröffnet.
- Im Mai 2008 war der Italienische Renaissancegarten (Giardino della Bobolina) öffentlich zugänglich.
- Am 29. April 2011 wurde der Christliche Garten[6] und
- am 13. April 2017 der Englische Garten sowie
- am 19. Oktober 2021 der Jüdische Garten eröffnet.

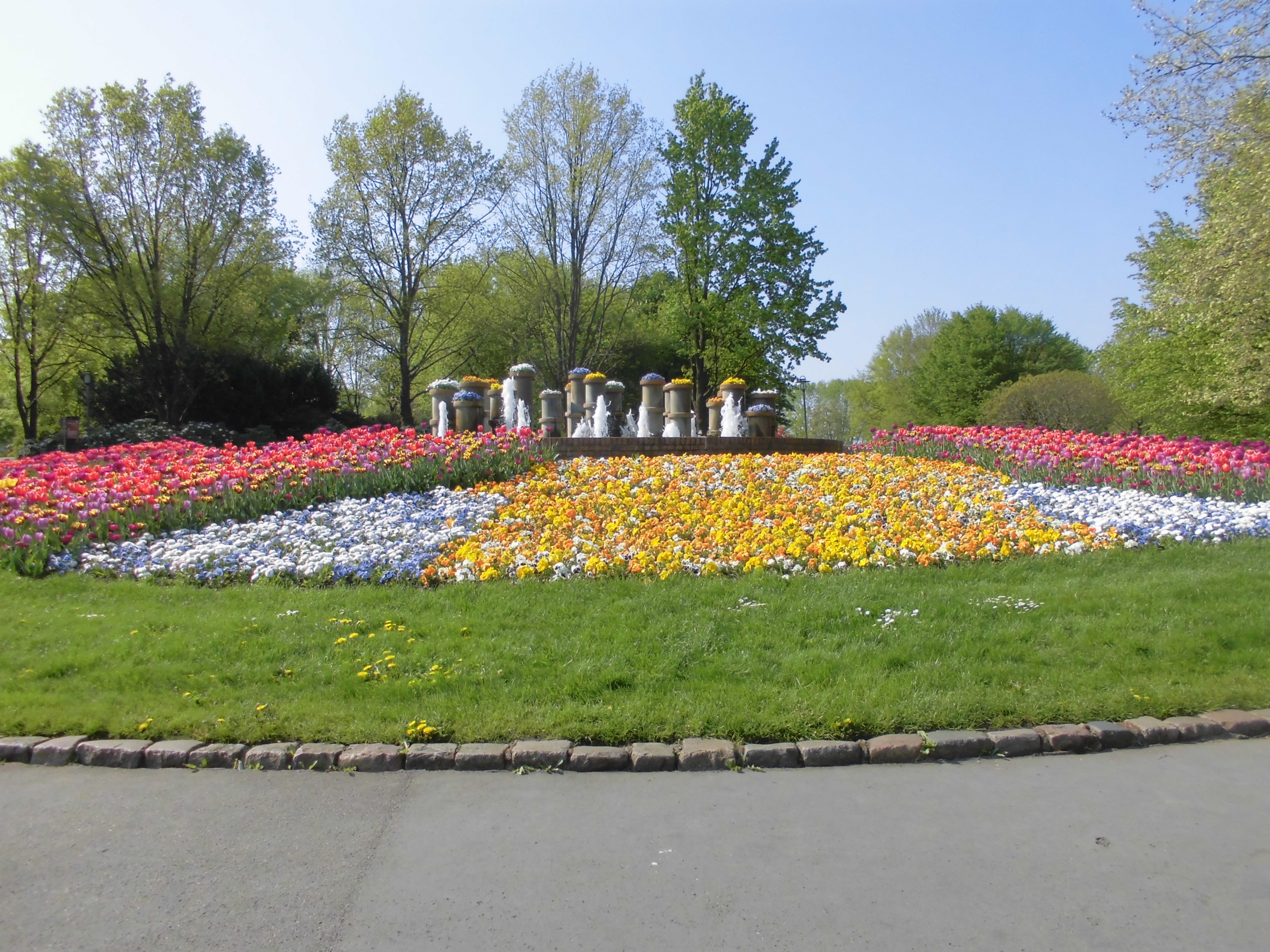
Blumenbeet im Eingangsbereich

Im Jahr 2008 beschloss der Berliner Senat, sich für die Internationale Gartenausstellung 2017 (IGA) zu bewerben. Ein Jahr später im Herbst 2009 fiel die Entscheidung, dass Berlin die „IGA 2017“ auf dem Tempelhofer Feld ausrichten werde. Am 18. September 2012 hatte der Senat dann die Entscheidung gefällt, die IGA statt auf dem Tempelhofer Feld im Erholungspark Marzahn („Gärten der Welt“) zu veranstalten. Es begannen die konkreten Planungen, worauf das Gelände zwischen den Jahren 2013 und 2017 auf 43 Hektar erweitert und umgebaut wurde. In den Jahren 2014 und 2016 konnten Besucher das Baustellengelände an Tagen der offenen Tür besichtigen. Die Leitner AG baute von März bis September 2016 die Gondelbahn; sie wurde am 13. April 2017 eröffnet. Diese Bahn ist 1,5 Kilometer lang und führt in einer fünfminütigen Fahrt von der Talstation „Kienbergpark“ am U-Bahnhof Kienberg (Gärten der Welt) über die Mittelstation „Wolkenhain“ zur Bergstation „Gärten der Welt“ am Blumberger Damm, nahe dem dortigen Eingang. Mit der Eröffnung am 13. April 2017 kamen der Englische Garten, die Parkbühne (Arena), das Besucherzentrum mit Ausstellungsbereich und mit angeschlossener Gastronomie sowie die Internationalen Gartenkabinette aus fünf Kontinenten hinzu. Der seit Dezember 2003 bestehende Balinesische Garten wurde um eine neue Tropenhalle erweitert. Die IGA wurde vom 13. April bis zum 15. Oktober 2017 veranstaltet. In dieser Zeit feierten die Gärten der Welt am 9. Mai 2017 ihr 30-jähriges Bestehen.
Nach der IGA war eine sechswöchige Umbauphase nötig. Danach standen den Besuchern die Gärten der Welt und die Gondelbahn am 1. Dezember 2017 wieder zur Verfügung. Im Oktober 2019 startete das vorerst letzte Projekt: der Jüdische Garten. Am 15. Juni 2019 wurde das Geburtstagsfest 40 Jahre Bezirk Marzahn-Hellersdorf mit einem bunten Rahmenprogramm in den Gärten der Welt gefeiert.

## Parkanlage

### Überblick

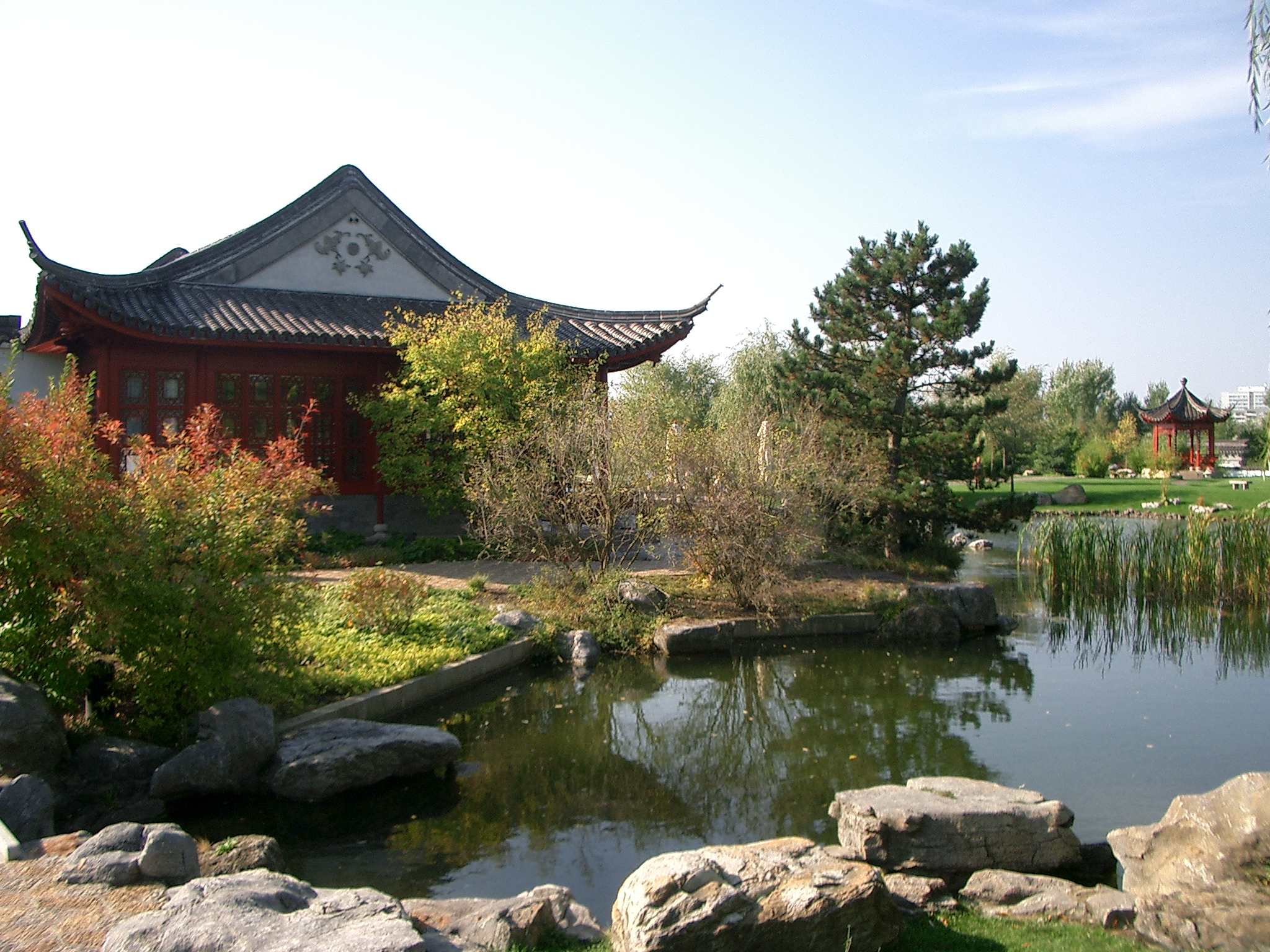
Chinesischer Garten

Die große eingezäunte Anlage umfasst mehrere Gartenanlagen, die typische Pflanzen und Gestaltungen aus verschiedenen Teilen der Welt zeigen. Außer den Themengärten, die seit der Gründung weiterentwickelt worden waren, kamen zur Gesamtanlage weitere Teile hinzu.

### Chinesischer Garten
Der Garten des wiedergewonnenen Mondes ist der größte Chinesische Garten Europas. Geburtsstunde war 1994 der Vertragsabschluss einer Städtepartnerschaft zwischen Berlin und Peking. Entworfen wurde der Garten nach Plänen des Pekinger Instituts für klassische Gartenarchitektur. Der gesamte Bau einschließlich der Gartenflächen wurde mit Materialien aus China von Facharbeitern aus Peking ausgeführt. Als klassischer chinesischer Gelehrtengarten zeichnet er sich durch Schlichtheit und dezente Farben (Grau, Weiß und Rot) aus. Ein 4500 m² großer See und das Teehaus Berghaus zum Osmanthussaft sowie eine Zickzackbrücke bilden die Elemente chinesischer Bauten. Die Brücke, auch Chinesische Brücke genannt, soll mit ihrer ungewöhnlichen Zickzack-Form die Blicke der Benutzer besser auf verschiedene Sichten lenken.
- Größe: 27.000 m², davon 5.000 m² Teichfläche
- Eröffnung: 15. Oktober 2000

### Japanischer Garten

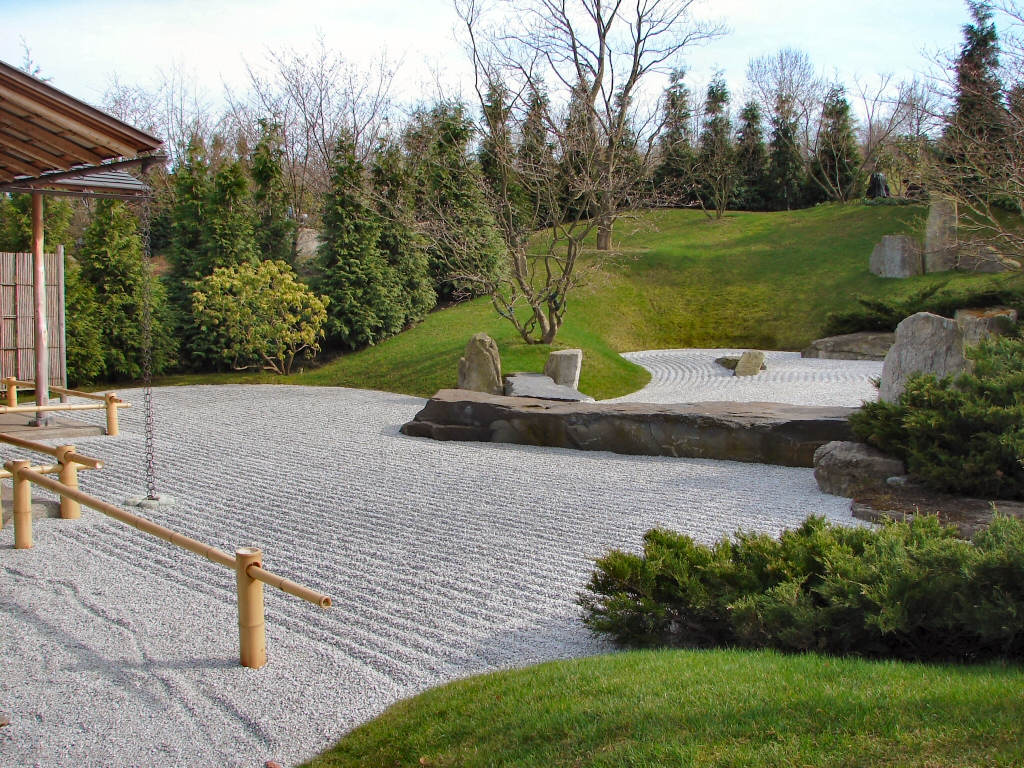
Japanischer Garten

Der Garten des zusammenfließenden Wassers ist als Japanischer Garten angelegt. Das Projekt entstand im Rahmen der Städtepartnerschaft zwischen Berlin und Tokio. Der Gartendesigner, Zen-Priester Shunmyō Masuno (枡野 俊明, Masuno Shunmyō) plante seit 2001 den Garten (Yū Sui En) und den Pavillon (Nyo Sui Tei) als geschlossene Gesamtanlage.
- Größe: 2700 m²
- Eröffnung: 30. April 2003

### Balinesischer Garten

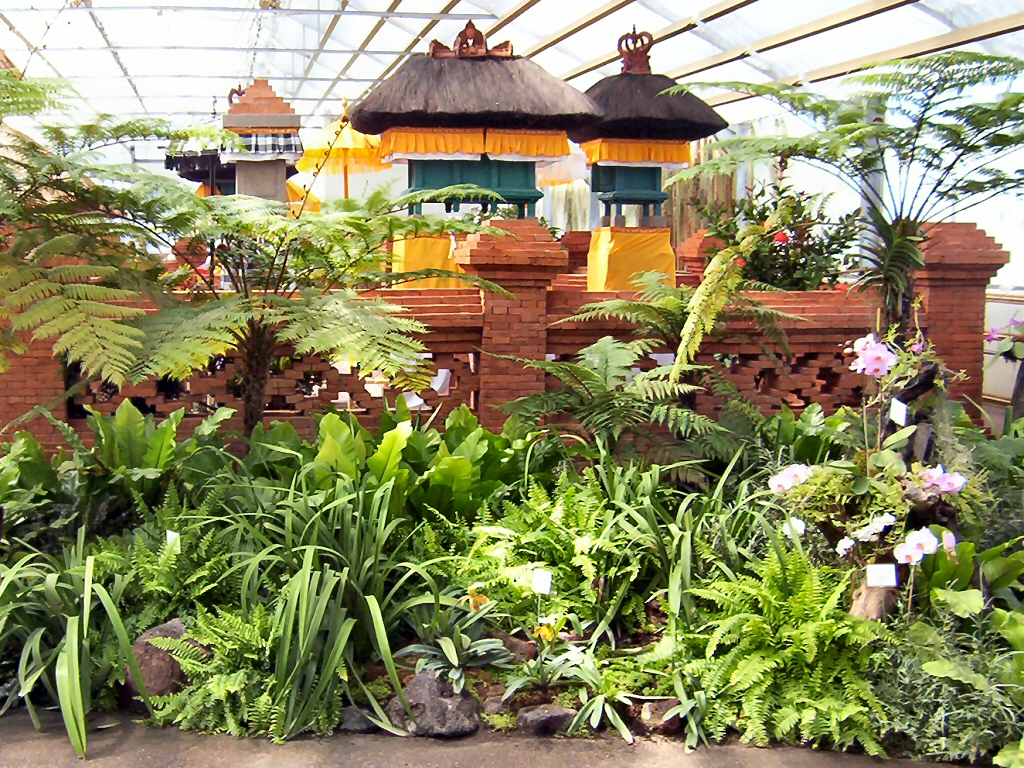
Balinesischer Garten

Für den Garten der drei Harmonien wurde die Gartenphilosophie von Bali zugrunde gelegt. Der Garten in der Tropenhalle entstand aus der Städtepartnerschaft Berlin-Jakarta. Die baulichen Elemente des vom indonesischen Architekten I Putu Edy Semara entworfenen Gartens wurden zu großen Teilen auf Bali vorgefertigt und in Berlin von balinesischen Facharbeitern montiert. Die Gartenanlage ist im „Warmhaus“ der 14 Meter hohen Halle untergebracht, das benachbarte „Kalthaus“ wird im Sommer für Ausstellungen und im Winter als Orangerie genutzt. Im Rahmen der „IGA Berlin 2017“ wurde die exotische Anlage in der von „Haas Architekten“ errichteten energieeffizienten Tropenhalle neu gestaltet und die tropisch bepflanzte Fläche um den Balinesischen Garten herum auf 2000 Quadratmeter erweitert.
- Größe: 500 m² in einer Leichtbauhalle
- Eröffnung: 18. Dezember 2003

### Orientalisch-Islamischer Garten

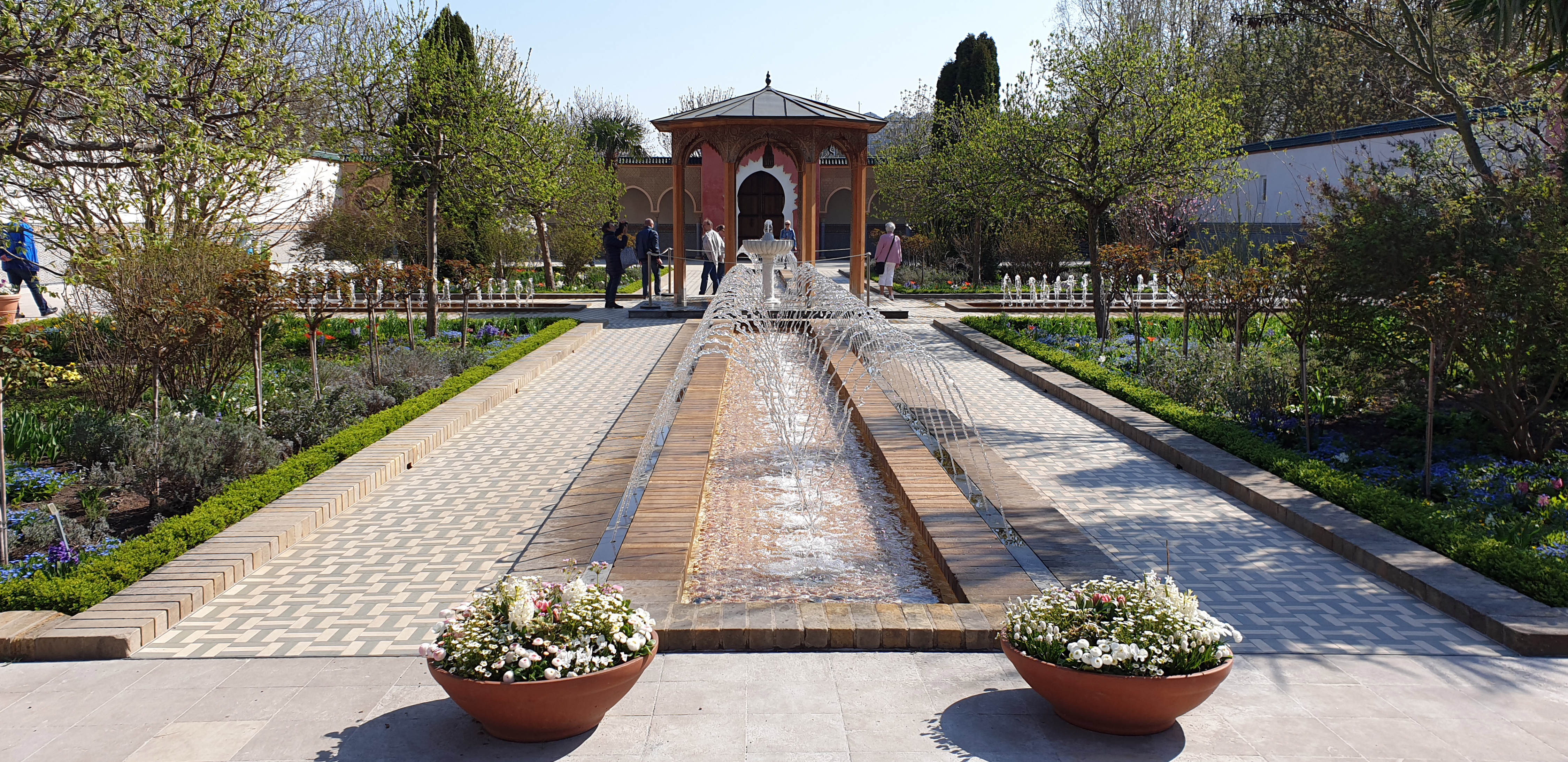
Orientalisch-Islamischer Garten

Der Garten der vier Ströme wurde nach dem Muster eines Tschāhār Bāgh angelegt. Zum Orientalisch-Islamischen Garten gehört der „Saal der Empfänge“. Seit Frühjahr 2002 wurde die Anlage vom Garten- und Landschaftsarchitekten Kamel Louafi geplant und vom marokkanischen Gartenhistoriker Mohammed El Fai’z auf Authentizität geprüft. Der Orientalisch-Islamische Garten vereint die Gartentraditionen verschiedener Länder des Orient. Er stellt ein Abbild des Paradieses dar. Zier- und Nutzpflanzen wurden kombiniert gepflanzt und erfüllen das Bedürfnis in der Wüste nach Schatten, Farbe, Duft und Geschmack.
- Größe: 6100 m²
- Eröffnung: 7. Juli 2005

### Koreanischer Garten

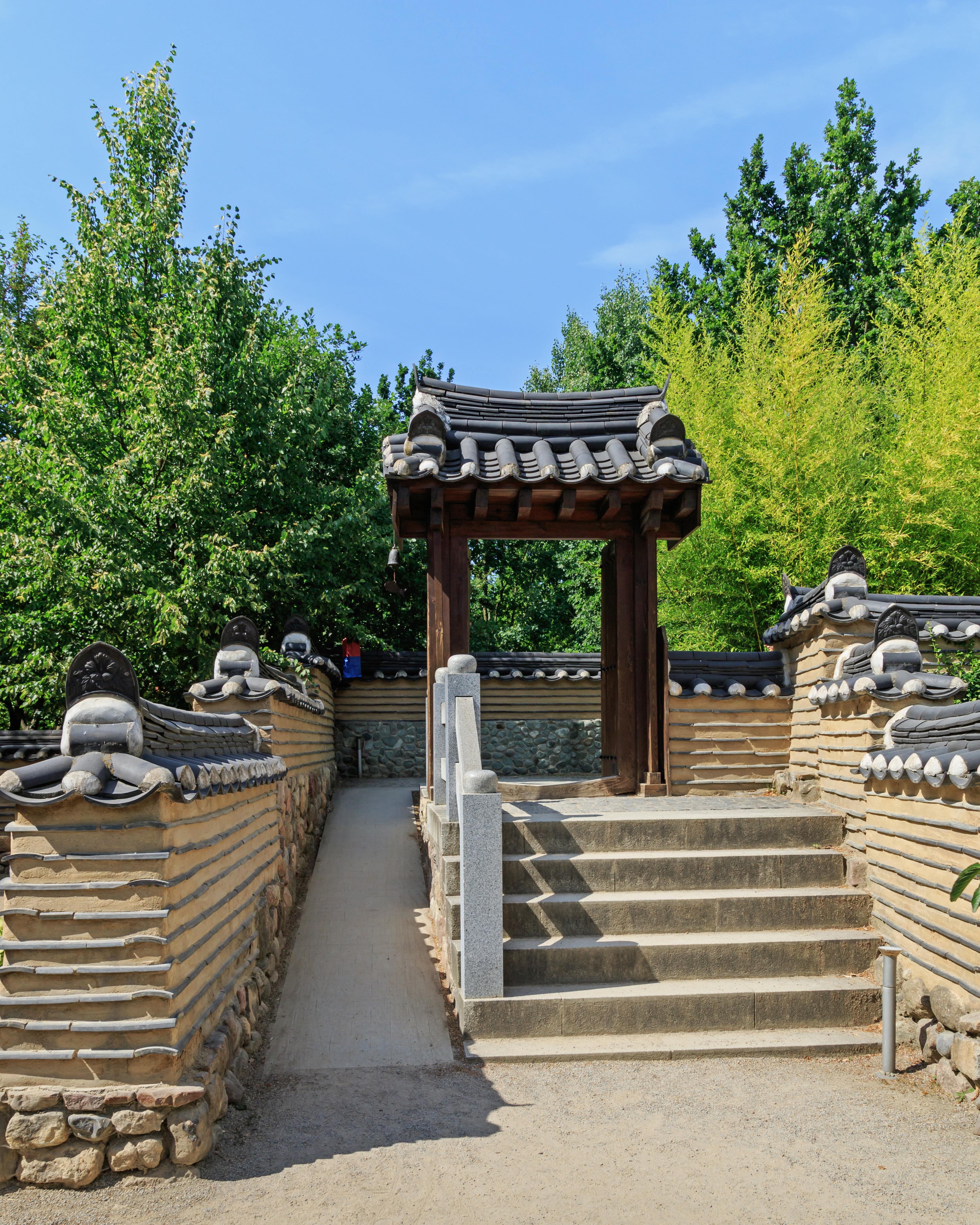
Koreanischer Garten

Der Oberbürgermeister von Seoul hatte im September 2003 Berlin besucht und beide Bürgermeister sprachen sich für den Bau eines Koreanischen Gartens im Rahmen des Projekts „Gärten der Welt“ aus. Koreanische Handwerker haben den Garten im Jahr 2005 in Marzahn-Hellersdorf gebaut und dabei überwiegend originale Bauelemente aus Korea für den Pavillon, die Mauern und die Kunstwerke benutzt. Die Stadtverwaltung von Seoul entwickelte das Projekt und Geschenk der Stadt Seoul an Berlin anlässlich der Asien-Pazifik-Wochen 2005.
Der Seouler Garten wurde in der traditionellen koreanischen Gartenkultur als abwechslungsreiche naturnahe Landschaft mit vier von Mauern eingefassten Höfen (Ma-Dang), reichem Figurenschmuck und einem Pavillon am Wasser (Kye Zeong) gestaltet. Die Elemente des Gartens sind die reale Naturlandschaft Koreas mit Felslandschaft, Kiefern, Bambus, Eichen und Fächer-Ahorn. Die Höfe sind mit gestalteten Toren umgeben. Der auf Felsen gebaute Pavillon steht unmittelbar am Wasser und besitzt für Korea typische Wohnräume. Abstrakte Figuren (Zang Sung und Buk Su) an Wegen und vor den Mauern der Höfe gehen auf das schamanische Weltbild zurück. Die hohen Masten mit abstrahierten Vögeln an der Spitze symbolisieren den schamanistischen Geistermast (Sot Dä), sie tragen die Gebete zu den Geistern in den oberen Welten.
- Größe: 4000 m²
- Eröffnung: 31. März 2006

### Heckenirrgarten und Pflasterlabyrinth

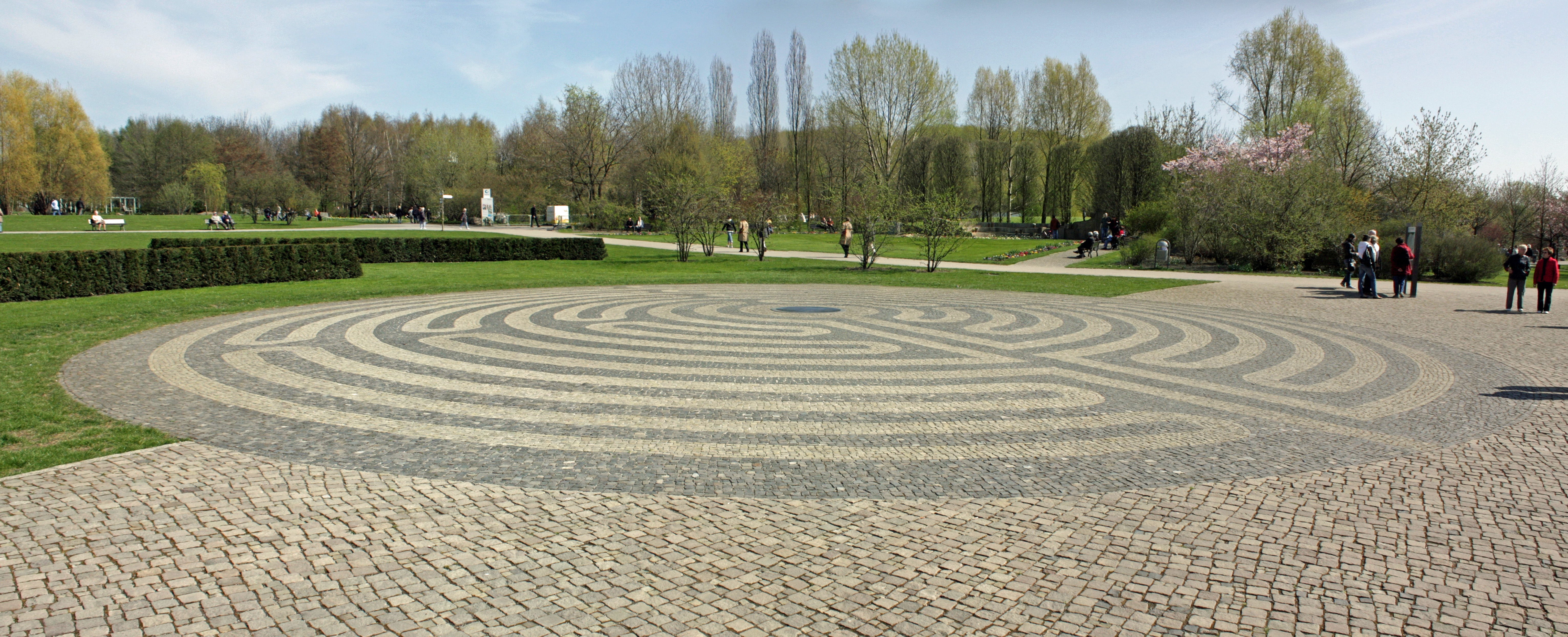
Pflaster-Labyrinth

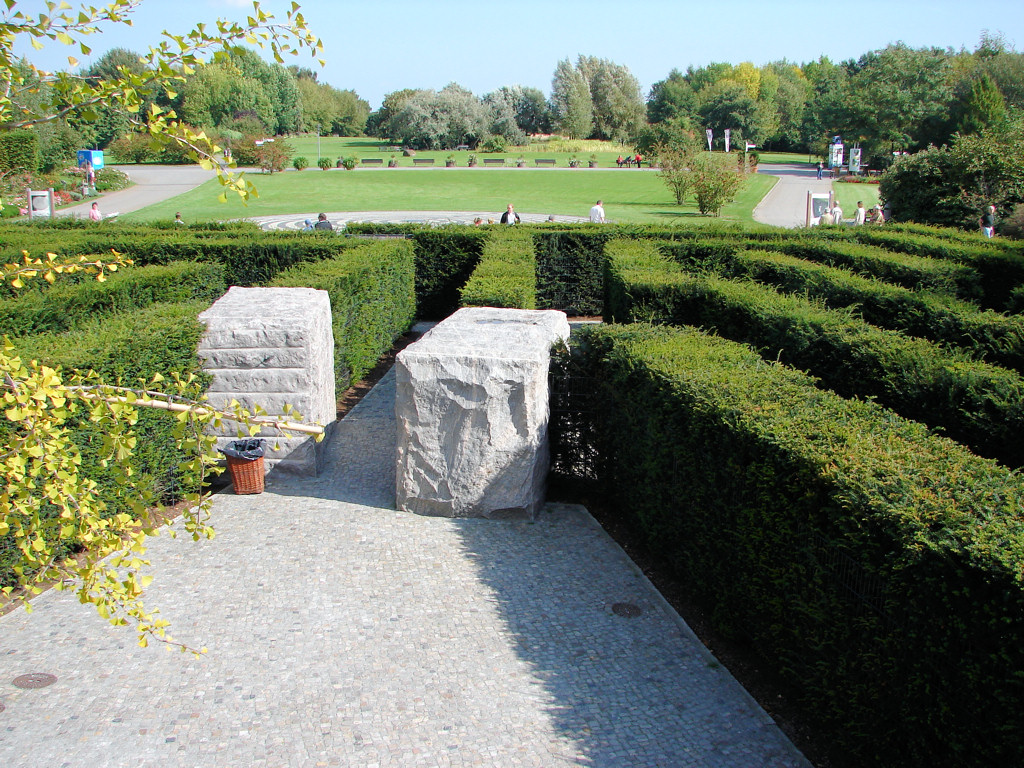
Irrgarten

Diese Anlage wurde nach dem Vorbild des Irrgartens von Hampton Court Palace aus England des 17. Jahrhunderts und des Bodenlabyrinths in der gotischen Kathedrale von Chartres aus Frankreich um 1230 gestaltet. Beide Teile unterscheiden sich. Während es im Labyrinth nur einen Weg zur Mitte und wieder heraus gibt, ist ein Irrgarten ein komplexes Wegesystem mit Kreuzungen und Sackgassen. Der Irrgarten wurde aus mehr als 1200 übermannshohen Eiben und das Labyrinth als Bodenmosaik mit Gestaltungselementen der europäischen Gartenkunst übergeben. Der Zugang zum Zentrum des Irrgartens wird von zwei großen Steinblöcken aus Granit flankiert. In seiner Mitte steht neben einem Ginkgo-Baum ein blauer Aussichtsturm, von dessen Spitze ein Überblick über den Irrgarten und das Labyrinth möglich ist.
- Größe: 1800 m² Hecken und 340 m² Pflaster
- Eröffnung: 22. Juni 2007

### Karl-Foerster-Staudengarten

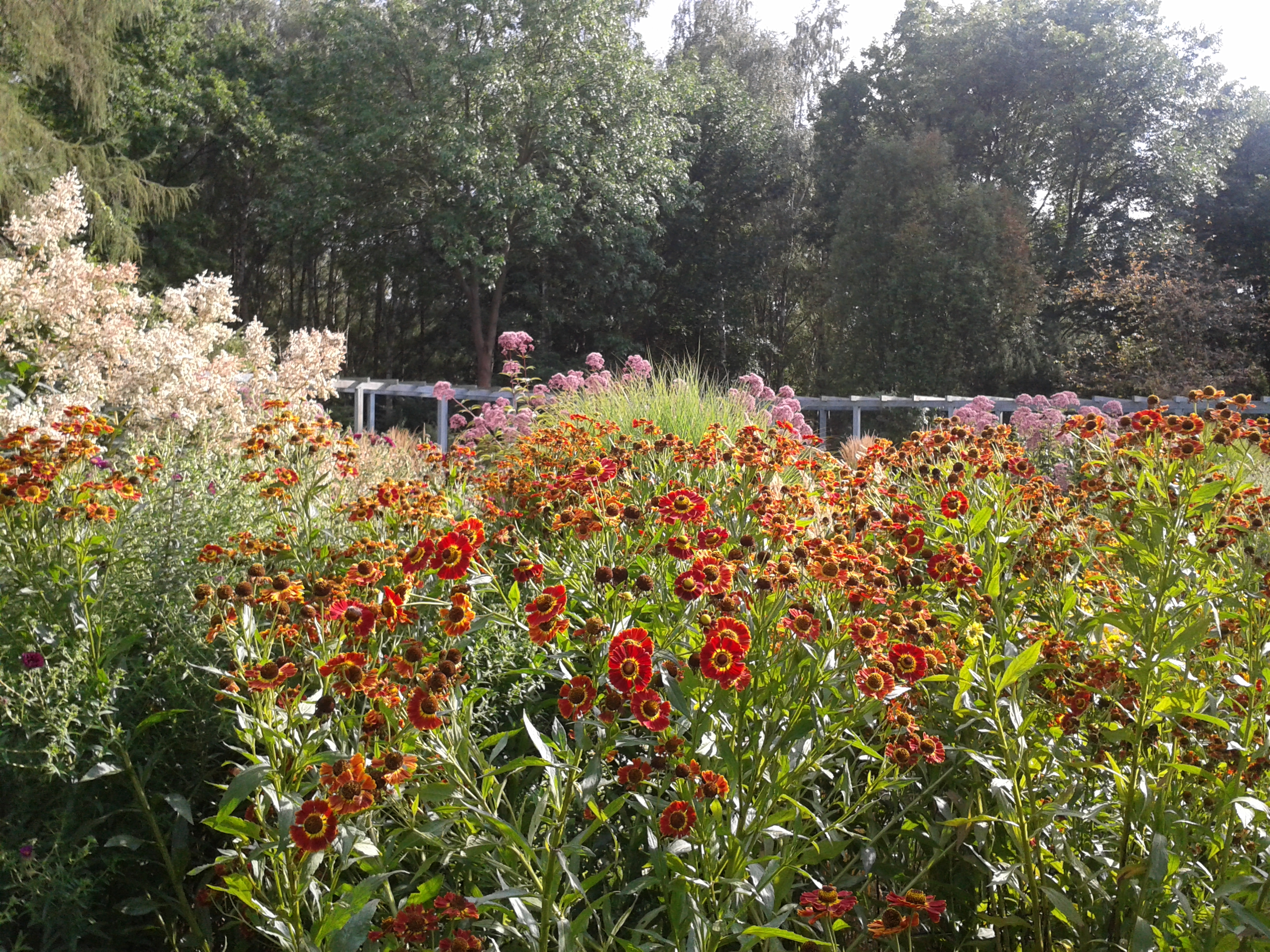
Teil des Staudengartens

Die Grundlage dieser Fläche ist das Vorbild des Karl-Foerster-Gartens in Bornim. Diese Anlage ist ein Beispiel deutscher Gartenbaukunst vom Anfang des 20. Jahrhunderts. Sie wurde am 134. Geburtstag Karl Foersters eröffnet.
- Größe: 3600 m²
- Eröffnung: 9. Mai 1987, 2007/2008 folgte eine Erweiterung und Erneuerung, Neuereröffnung: 9. März 2008

### Italienischer Renaissancegarten

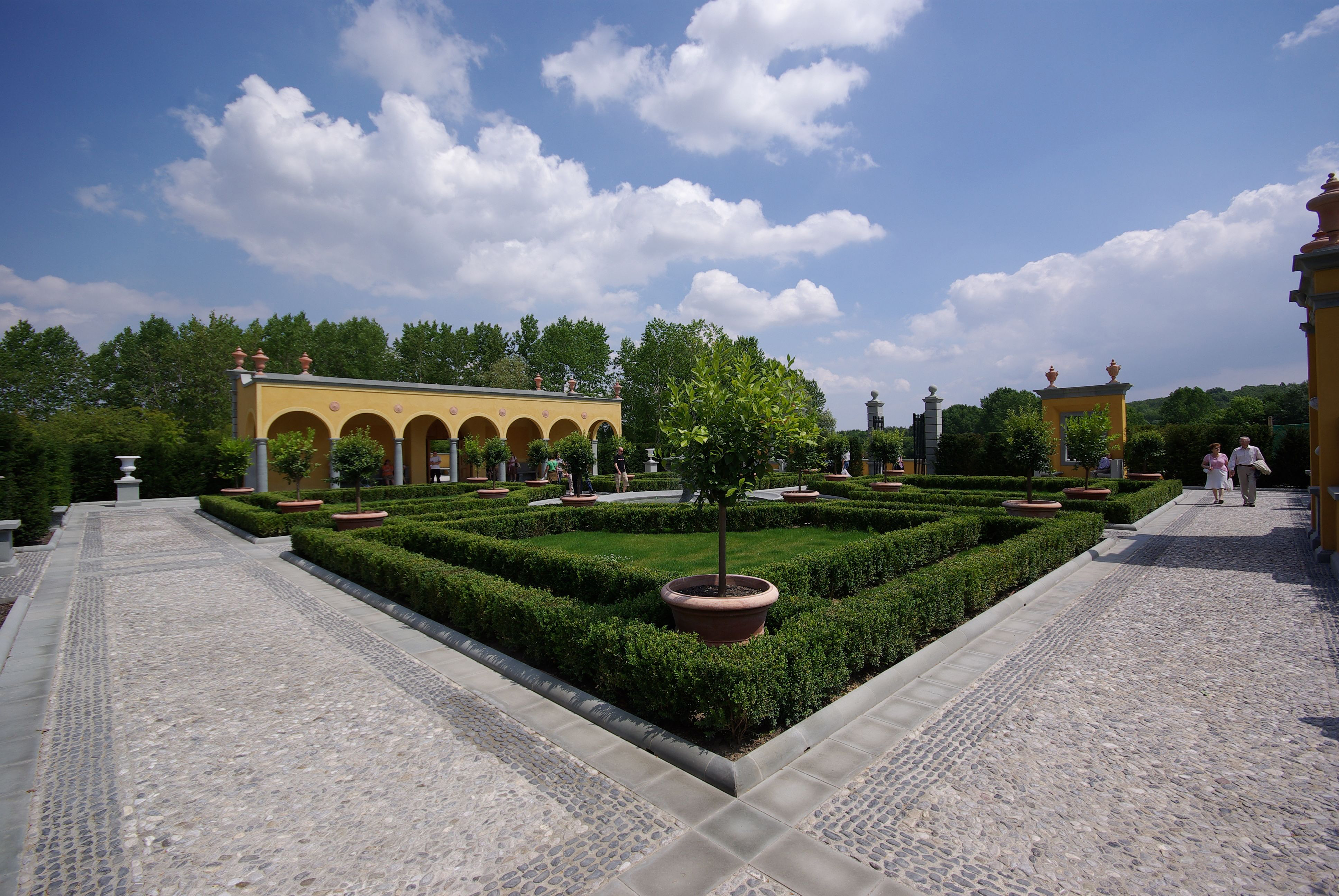
Italienischer Garten

Der Renaissancegarten trägt den Namen „Giardino della Bobolina“ und nimmt Bezug auf eine 1,30 Meter hohe Marmorfigur im Boboli-Garten in Florenz, einem der italienischen Gärten des 16. Jahrhunderts. Kennzeichnend sind die Beschränkung der Stilmittel, seine überschaubare Größe und klare Formen. Er soll den Eindruck der Villengärten der Toskana mit steinernen Brunnen, Terrakotten und antiken Skulpturen vermitteln. Buchsbaumhecken bilden die Parterres, Blüten- und Schmuckpflanzungen ergänzen den Garten mit Orangenbäumchen, Rosen-Hochstämmen in Kübeln, Formgehölzen aus Buchsbaum und Stauden- und Rasenpflanzungen. Im „Giardino segreto“ vermitteln Kieswege das „private“ Ambiente mit Platten, Pflaster und Treppenstufen aus hellgrauem Sandstein, ein Wandbrunnen in einer Nische mit Tuffstein und eingelassenen Wasserdüsen erinnert an eine Grotte.
- Größe: 3000 m²
- Eröffnung: 31. Mai 2008

### Christlicher Garten

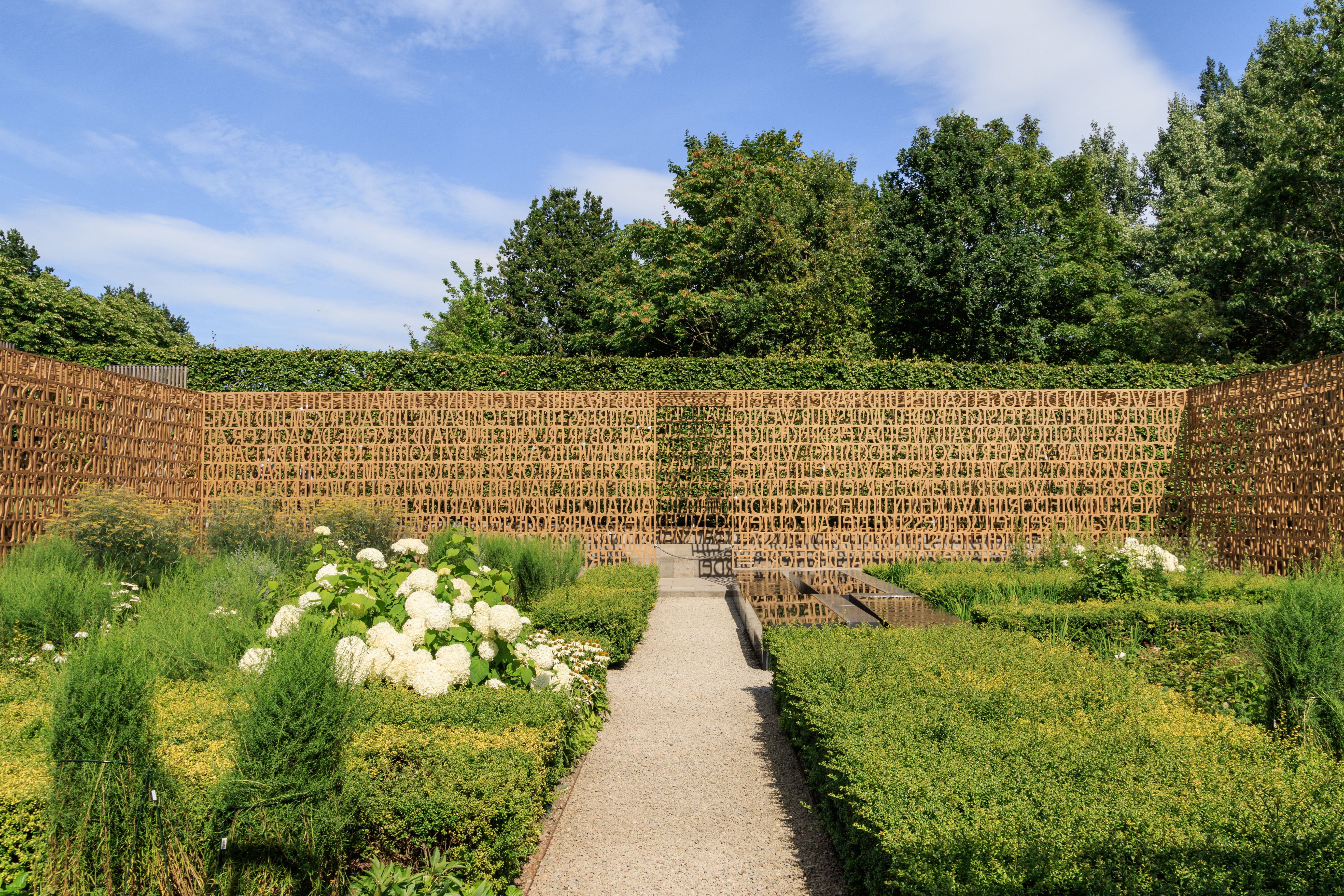
Christlicher Garten mit dem Wandelgang

Er ist die Nachbildung eines mittelalterlichen Klostergartens. Er besteht aus einem Wandelgang um eine quadratische Gartenfläche, der aus goldlackierten Aluminiumprofilen besteht, in die Textpassagen aus Altem und Neuem Testament eingearbeitet sind. Die typographische Gestaltung erfolgte durch Alexander Branczyk. Eine vier Meter hohe Buchenhecke umgibt den Bereich. Am Ordnungsprinzip eines Kreuzganges orientiert, wird dieser Urtypus modern interpretiert. Der Garten ist in zweijähriger Bauzeit nach einem Entwurf des Berliner Büros „relais Landschaftsarchitekten“ entstanden und lädt insbesondere zum Lesen im goldfarben lackierten, lichtdurchfluteten Wandelgang um den quadratischen Innenhof ein. Anfangs gab es Streit um den Namen, da ursprünglich kein Garten nach einer Religion benannt werden sollte.
- Größe: 1000 m²[21]
- Eröffnung: 29. April 2011[21]

### Englischer Garten
Der Englische Garten besitzt ein typisch englisches reetgedecktes Landhaus, das von Rosen- und Staudenbeeten, einem Gemüsegarten und dem Obstbaumhain umgeben ist. Der Haupteingang am Blumberger Damm markiert das Herrenhaus mit Blick auf den Englischen Garten mit seinem Cottage. Mauern und Hecken trennen die einzelnen Bereiche. Die Gestaltung wurde mit der 2012 beschlossenen IGA verbunden.
- Größe: 6000 m²
- Eröffnung: 13. April 2017[26]

### Jüdischer Garten
Seit Oktober 2019 entstand auf der Fläche des Parks ein weiterer thematischer Garten: der Jüdische Garten. Zur Gestaltung hatte das Management einen Wettbewerb ausgeschrieben, den das Team atelier le balto Landschaftsarchitekten zusammen mit den Künstlern Manfred Pernice und Wilfried Kuehn gewonnen hat. Im Zusammenklang mit den bereits vorhandenen Themengärten (Christlicher und Orientalischer Garten) wurde eine weitere große Weltreligion mit Pflanzen und symbolischen Elementen ausgestaltet.
- Größe: 2000 m²
- Eröffnung: 19. Oktober 2021[28]

### Weitere Anlagen
Der Park ist barrierefrei und erhielt die hohe englische Auszeichnung Green Flag Award.
- Blumenbeete: je nach Jahreszeit wechselnde Bepflanzung
- Blumentheater (Bau 1987, Wiederherstellung 2002)
- Rosengarten
- Rhododendronhain mit Märchenfiguren zu zwölf Märchen von Hans Christian Andersen und der Brüder Grimm
- Gräserband
- Wasserweg mit 17 sprudelnden Brunnen, Findlingen, Tonkugeln und Mühlsteinen
- Wassergärten „Promenade Aquatica“
- Wasserspielplatz
- Teehaus im Chinesischen Garten
- Steinboot
- Marzahner Ausguck
- Neubau des Besucherzentrums

### Planung
Die Gärten der Welt sollen um eine Multifunktionshalle erweitert werden. Der Berliner Senat hat 19,8 Millionen Euro für eine große botanische Ausstellungshalle bewilligt. Für eine Dauerausstellung „Mikrokosmos Garten“ wird die 4600 m² große Multifunktionshalle bis 2021 errichtet, um die stark witterungsabhängigen Angebote der Gärten um ein wetterfestes Angebot zu ergänzen. So soll die Einrichtung vor allem für Touristen attraktiver werden.

## Kienbergpark

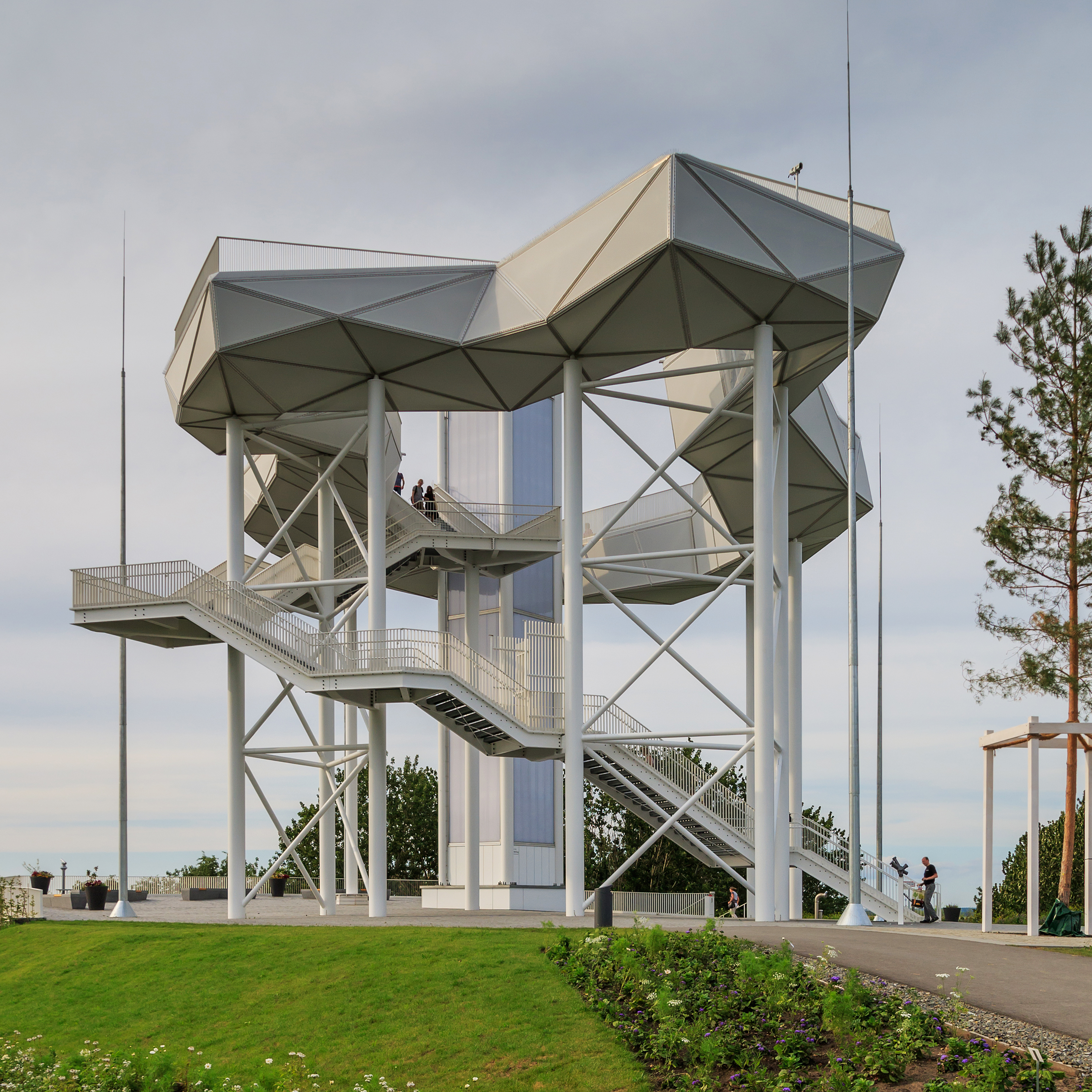
Wolkenhain auf dem Kienberg

Die 60 Hektar große Anlage des Kienbergparks – direkt im Anschluss an die Gärten der Welt – wurde für die IGA 2015–2017 gestaltet, ist jedoch für sich nicht mit der großen Anlage verbunden. Hier an der Hellersdorfer Straße befindet sich zudem eine Endstation der 1,5 Kilometer langen Seilbahn. Der Parktypus wird als besonders herausgestellt, da Bezüge zum Stadt- und Landschaftsraum und zu den Gärten der Welt hergestellt wurden. Auf dem 110 Meter hohen Kienberg wurde ein 30 Meter hohes Aussichtsbauwerk errichtet. Dieser begehbare „Wolkenhain“ bietet einen Rundumblick auf den Berliner Osten und die brandenburgische Kulturlandschaft. In südlicher Hanglage wurden die Kienbergterrassen geschaffen und über das Wuhletal der 300 Meter lange Hellersdorf und Marzahn verbindende „Wuhlesteg“ gelegt. Den Eingang zum Kienbergpark bildet ein Stadtplatz mit dem „Belvedere“, dem „Märkischen Garten“, dem Jugendspielplatz „Elektropolis“ und der Talstation Hellersdorf der Gondelbahn. Entgegen der Befürchtungen von Anwohnern wurden die zuvor frei zugänglichen Flächen nach der IGA wieder als öffentlicher Volkspark freigegeben. Die Nutzung des Kienbergparks ist andererseits wegen der Beweidung des Wuhletals umstritten.

## Auszeichnungen
Die Gärten der Welt wurden mit dem „Europäischen Gartenpreis 2019/2020“ des European Garden Heritage Network in der Kategorie Gartenkulturelles Erbe in Europa ausgezeichnet.

## Besucherzahlen
Im Jahr 1995 lagen die Besucherzahlen bei 132.000, im Jahr 2003 kamen 374.000 Besucher, mit deren Eintrittskarten 40 Prozent der Kosten gedeckt werden konnten. Während 2006 460.000 Gäste den Park besuchten, gab es im Jahr 2007 erneut einen Besucherrekord mit über 650.000 Besuchern, und 2014 kamen über 800.000 Gäste in den Park. Im Jahr 2017, als der Park Bestandteil der Internationalen Gartenausstellung war, stieg die Anzahl der Besucher auf 1,6 Millionen Besucher, damit blieben aber die erwarteten zwei Millionen Gäste aus, und für die Staatskasse entstand ein finanzieller Misserfolg. Das regnerische Sommerwetter war eine der Ursachen. Einige Einrichtungen der IGA wurden wieder zurückgebaut, Entgegen den Prognosen stieg die Anzahl der Besucher, und durch die im Zuge der IGA neu gebauten Anlagen haben die Gärten der Welt weiter an Zugkraft gewonnen. 2016 waren rund 428.000 Besucher gezählt worden und 2018 waren es weit mehr als 600.000. Im Rahmen des Gesamtkonzepts der Grün Berlin GmbH werden 800.000 Besucher für diese Parkanlage angestrebt. Dafür sollen die Besucherströme von der City in die Außenbezirke gelenkt werden, da „die Marzahner Anlage zu den „Top Drei“ der besonderen Parks in Europa zählt, haben wir ein Alleinstellungsmerkmal.“